# فيغولزوني
فيغولزوني (بالإيطالية: Vigolzone)‏ هي بلدية في مقاطعة بياتشنزا في إقليم إميليا رومانيا الإيطالي.

## السكان
في سنة 1861 بلغ عدد السكان 2٬801 نسمة، وتطور العدد ليصل في سنة 2011 لـ 4٬268 نسمة.
يظهر هذا المخطط البياني تطور النمو السكاني لـ فيغولزوني